# جنبه سرا
جنبه سرا، روستایی از توابع بخش پره‌سر شهرستان رضوان‌شهر در استان گیلان ایران است و در گذشته مالکیت زمین ها متعلق به خاندان روحانی و قهرمان روحانی بوده است .

## اطلاعات
این روستا در دهستان دیناچال قرار دارد و براساس سرشماری مرکز آمار ایران در سال ۱۳۸۵، جمعیت آن ۶۹۹ نفر (۱۶۶خانوار) بوده‌است . مردم جنبه سرا به تالش هستند و به زبان تالشی سخن میگویند . 